# Eugène Durieu
Jean Louis Marie Eugène Durieu (Nîmes, 1800 - Parijs, 1874) was een Frans pionier van de fotografie. Hij fotografeerde veel naakten en werkte samen met kunstschilder Eugène Delacroix.

## Leven en werk
Eugène Durieu was van huis uit jurist en werkte als inspecteur voor onderwijs en cultuur. In 1849 ging hij met vervroegd pensioen en sindsdien wijdde hij zich volledig aan zijn hobby: de toen nog nieuwbakken techniek van het fotograferen. Hij maakte voornamelijk calotypieën en albumine-afdrukken. In 1854 was hij mede-oprichter van Société Française de Photographie, de eerste fotografievereniging in de wereld.
Durieu werd vooral bekend om zijn naaktstudies waarbij hij zijn modellen, mannen zowel als vrouwen, vaak vanaf de rug fotografeerde. De gedempte tonen van het colotypie-procedé zijn kenmerkend voor zijn portretten en versterken het kunstzinnige effect van zijn werk.
Vanaf 1853 werkte Durieu samen met kunstschilder Eugène Delacroix, met wie hij ook modellen deelde. In de zomer van 1854 maakte hij in opdracht van Delacroix een reeks van 32 portretfoto's, waarbij Delacroix de regie voerde over de poses en enscenering. Op 18 juni 1954 schreef Delacroix in zijn dagboek: "Om 8 uur gingen we naar Durieus studio, waar we tot een uur of vijf alleen maar poseerden". Twee maanden later schreef hij dat hij schetsen van de studies had gemaakt. Zijn bekende schilderij "Odalisque" (1857) is direct gemaakt naar een van de foto's. Toen Delacroix in 1863 overleed werd het album met de foto's gevonden onder zijn persoonlijke bezittingen.
In Durieus tijd stond de fotografie nog nadrukkelijk in dienst van de schilderkunst of was daaraan ondergeschikt. Tegenwoordig worden zijn foto's echter beschouwd als opzichzelfstaande kunstwerken. Zijn werk is onder meer te zien in het Metropolitan Museum of Art in New York, het San Francisco Museum of Modern Art, de National Gallery of Art in Washington D.C. en het Musée d'Orsay te Parijs.

## Foto's voor Delacroix, zomer 1854

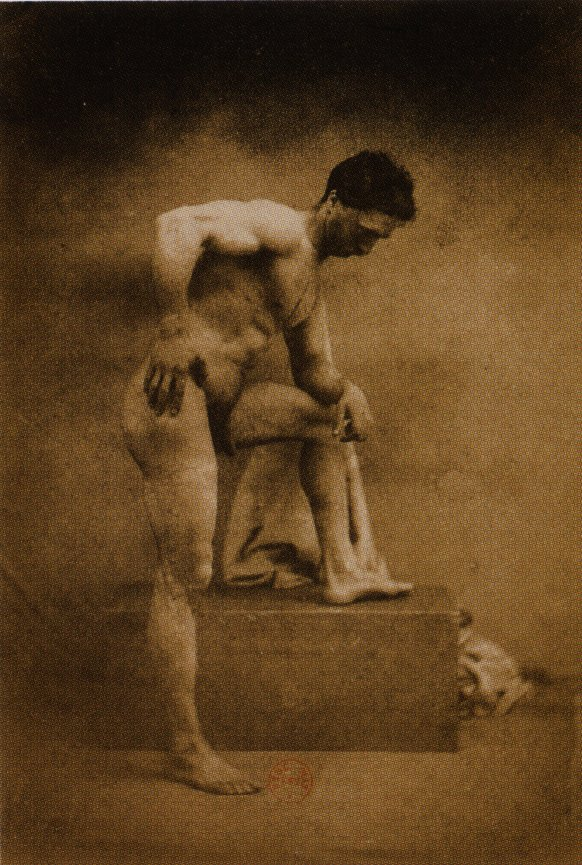
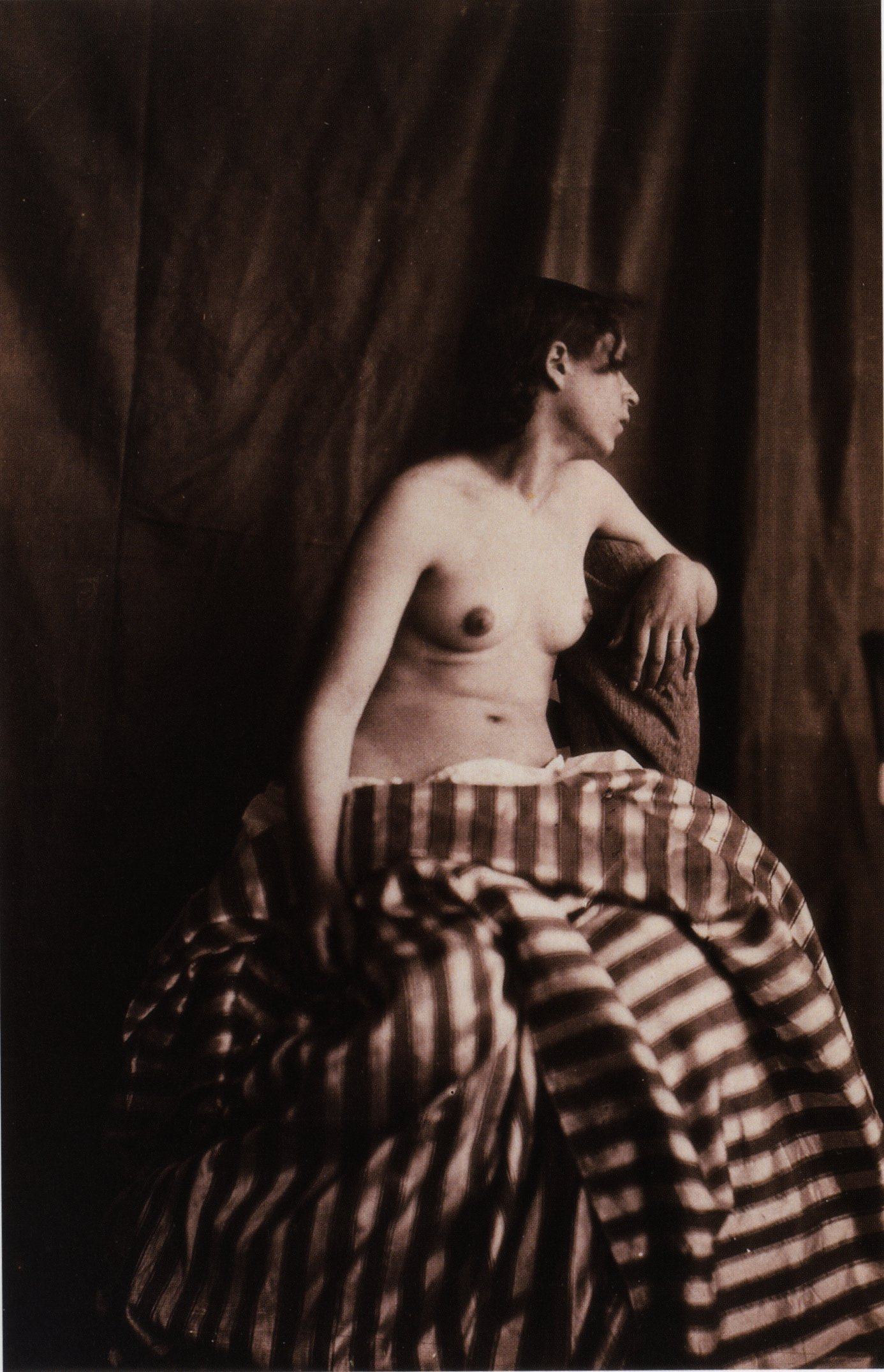
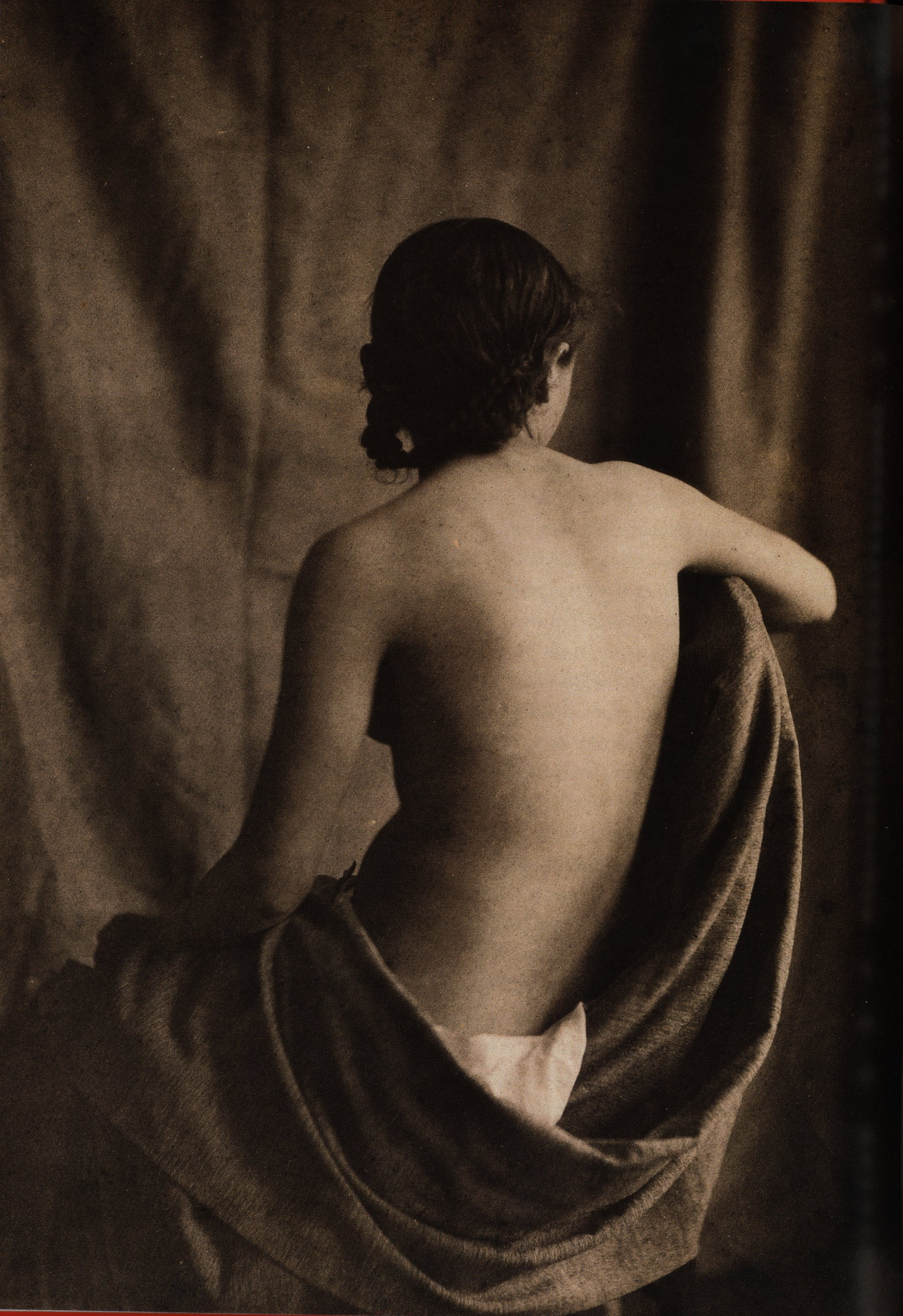
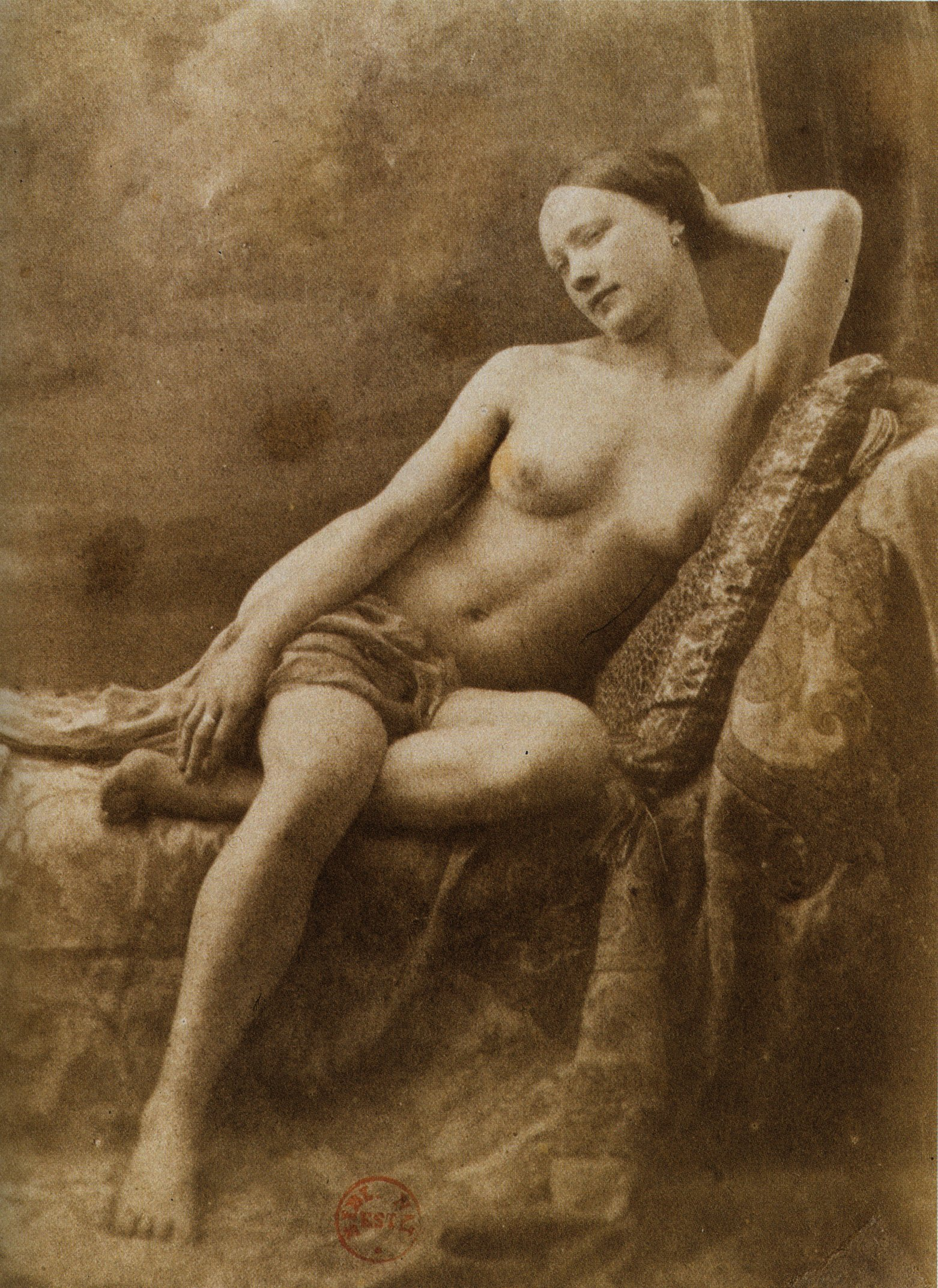
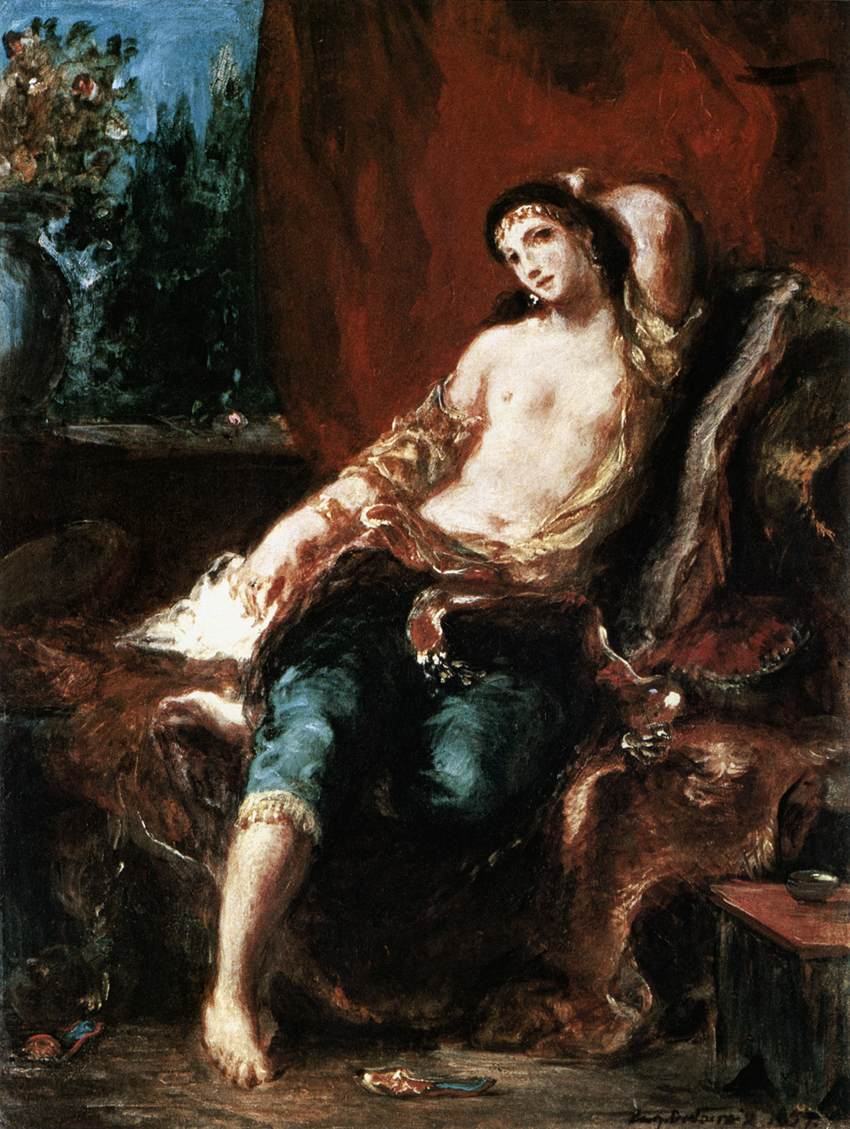
Delacroix' 'Odalisque', 1857, gemaakt naar de foto hiernaast